# 113 TCN
Năm 113 TCN là một năm trong lịch Julius. 
113